# Poecilasthena thalassias
Poecilasthena thalassias là một loài bướm đêm thuộc họ Geometridae. Nó được tìm thấy ở Úc.

## Hình ảnh

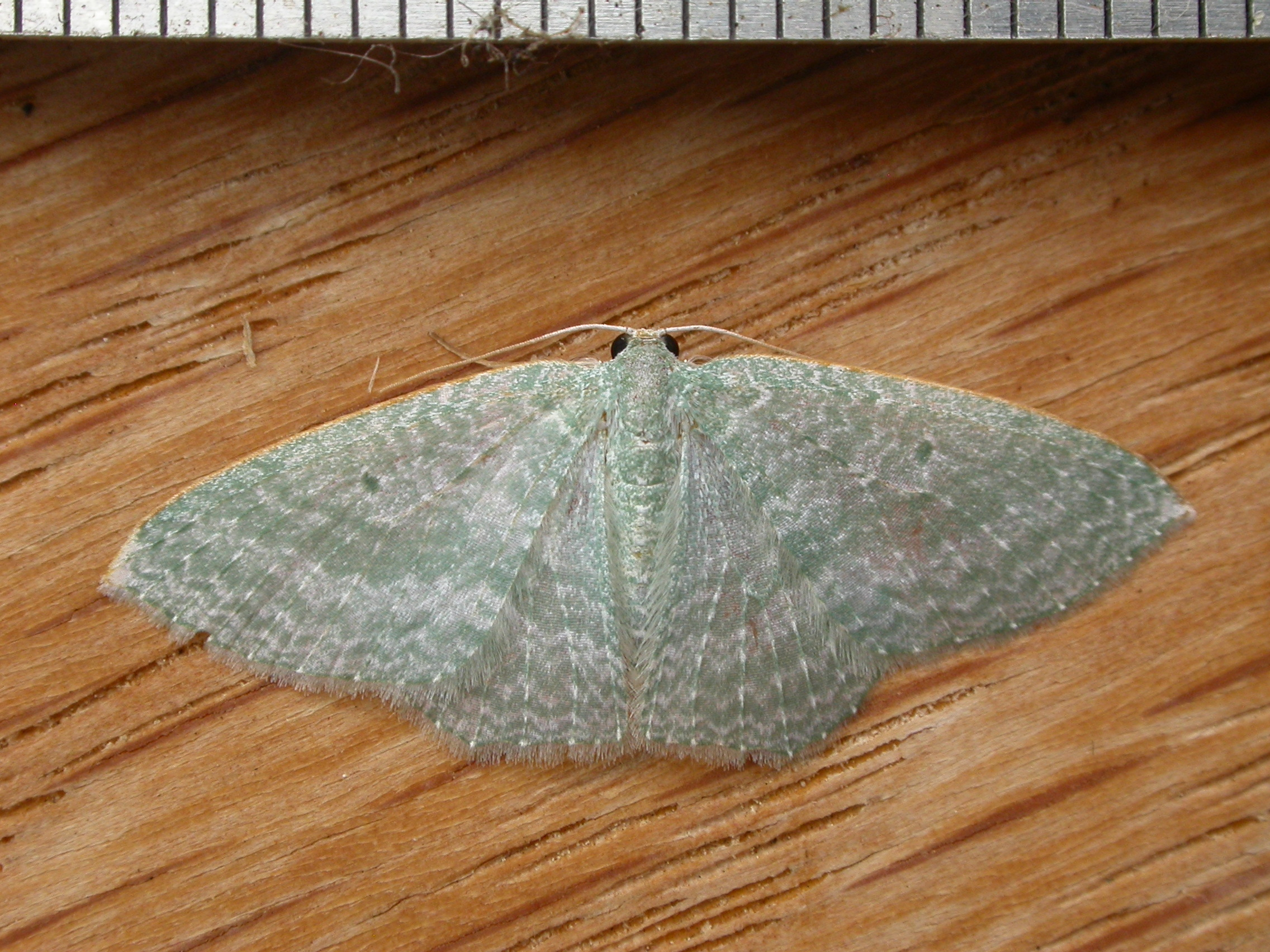
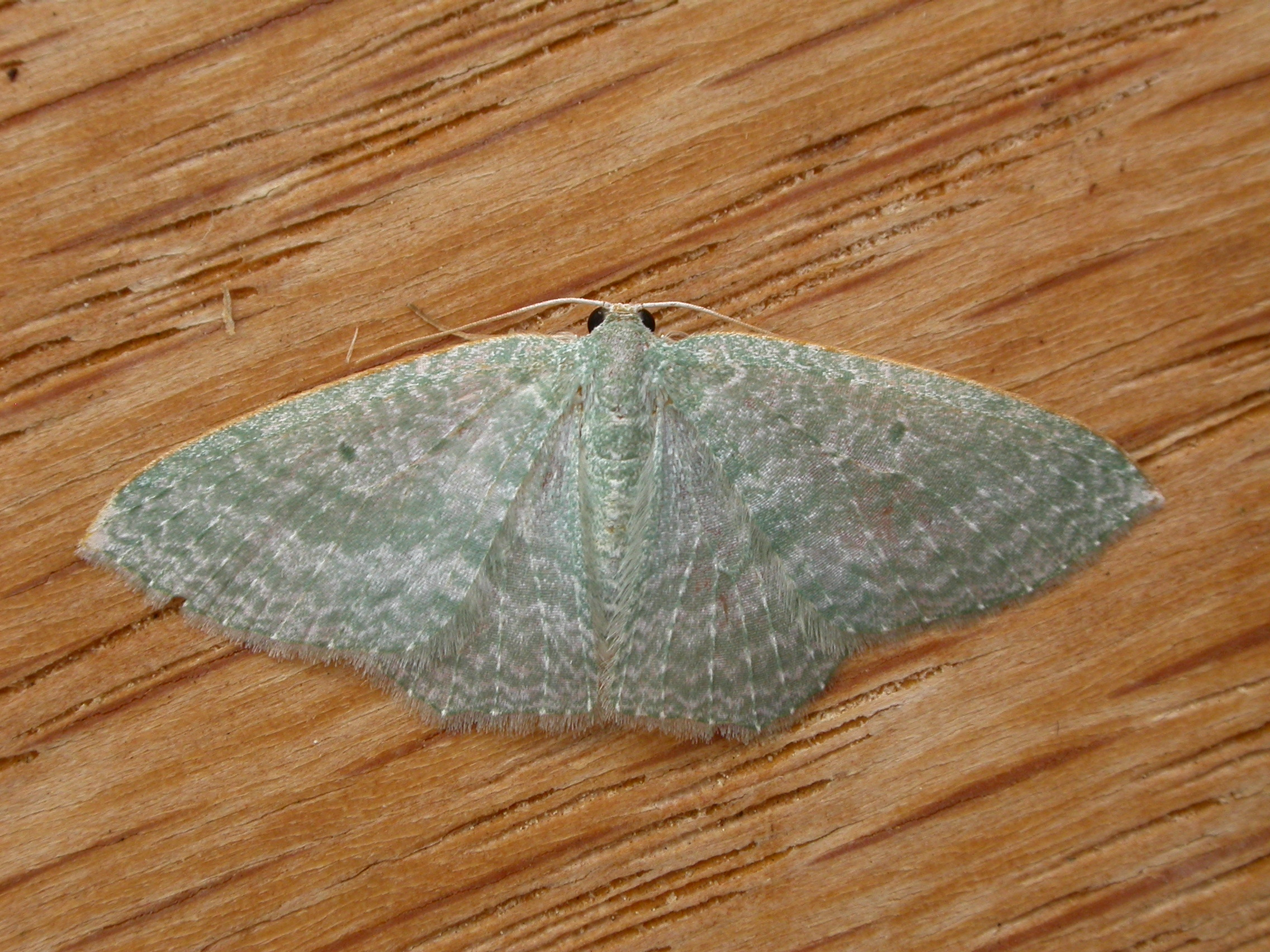
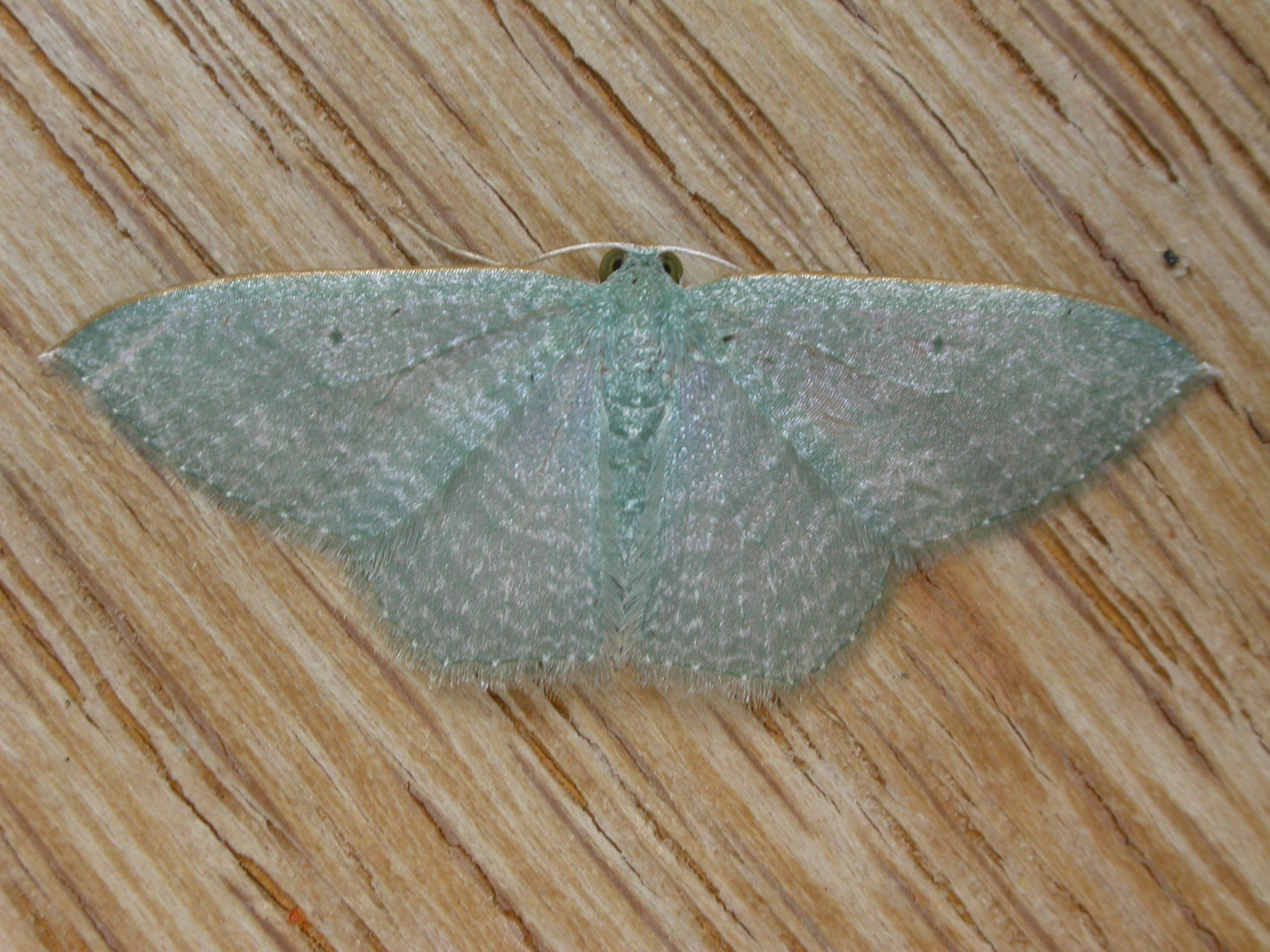
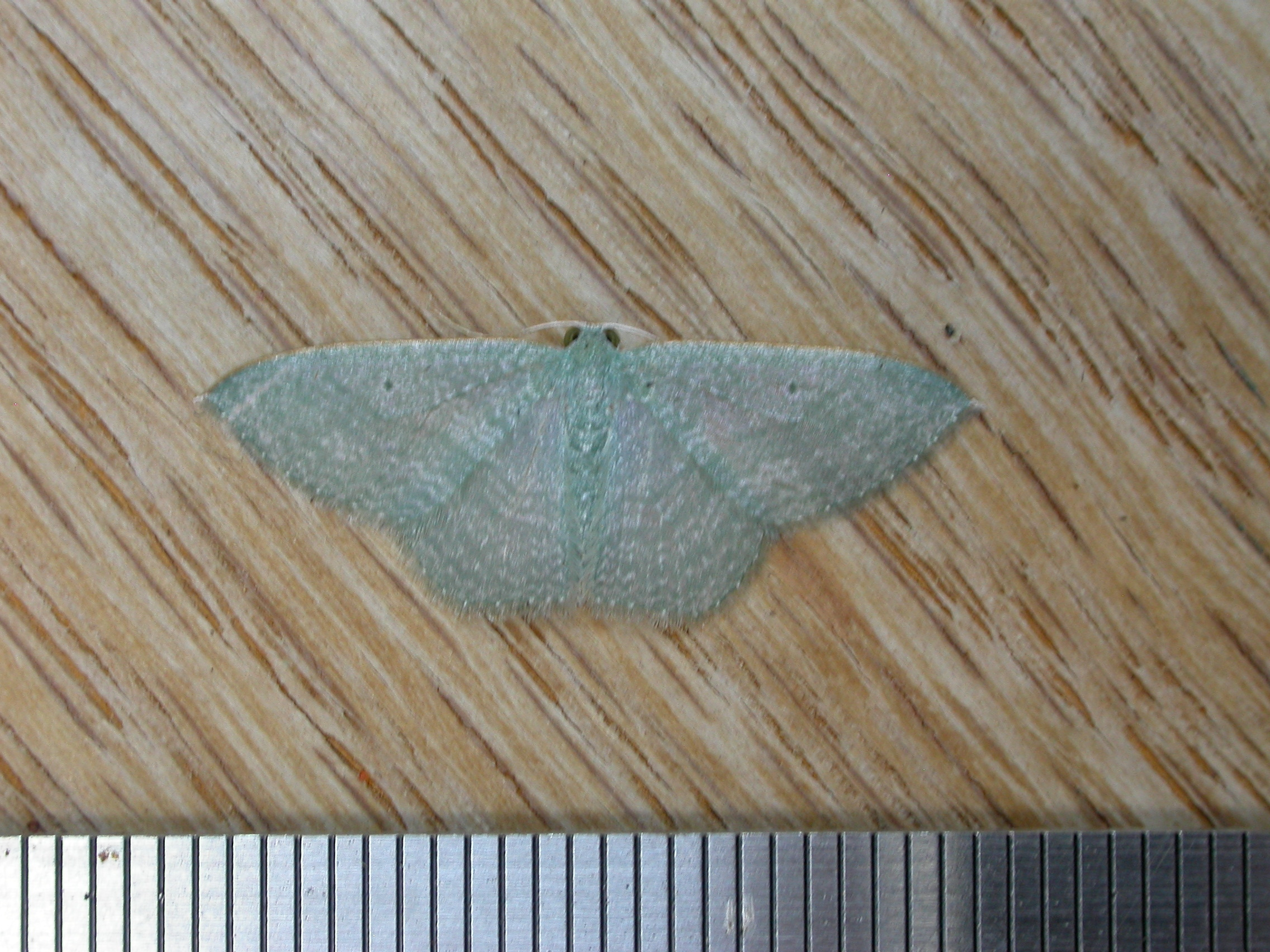